# Kiira Korpi
Kiira Linda Katriina Korpi (Tampere, 26 settembre 1988) è un'ex pattinatrice artistica su ghiaccio finlandese.

## Biografia
Ha iniziato a pattinare nel 1993, all'età di cinque anni. Nel 2004 ha vinto, a sedici anni, sia il campionato nazionale juniores che quello dei Paesi nordici. Si è qualificata sedicesima ai XX Giochi olimpici invernali di Torino 2006 e undicesima ai XXI di Vancouver 2010. Ha vinto tre medaglie europee (due bronzi nel 2007 e nel 2011, un argento nel 2012). La sua preparazione atletica era seguita dalle allenatrici Maaret Siromaa e Susanna Haarala.
Il padre di Kiira, Rauno Korpi, è stato allenatore della nazionale di hockey su ghiaccio femminile della Finlandia, guidandola alla conquista della medaglia di bronzo ai XVIII Giochi olimpici invernali di Nagano 1998.

## Palmarès
GP: Grand Prix; CS: Challenger Series; JGP: Junior Grand Prix
| Internazionali | Internazionali | Internazionali | Internazionali | Internazionali | Internazionali | Internazionali | Internazionali | Internazionali | Internazionali | Internazionali | Internazionali | Internazionali | Internazionali |
| Evento | 2002–03        | 2003–04        | 2004–05        | 2005–06        | 2006–07        | 2007–08        | 2008–09        | 2009–10        | 2010–11        | 2011–12        | 2012–13        | 2013–14        | 2014–15        |
| --- | -------------- | -------------- | -------------- | -------------- | -------------- | -------------- | -------------- | -------------- | -------------- | -------------- | -------------- | -------------- | -------------- |
| Giochi olimpici invernali |                |                |                | 16°            |                |                |                | 11°            |                |                |                |                |                |
| Campionati mondiali |                |                |                | 10°            | 14°            | 9°             |                | 19°            | 9°             |                |                |                | 31°            |
| Campionati europei |                |                | 13°            | 6°             | 3°             | 5°             | 5°             | 4°             | 3°             | 2°             |                |                | R              |
| GP Finale |                |                |                |                |                |                |                |                |                |                | 4°             |                |                |
| GP Trophée Eric Bompard |                |                |                |                |                |                |                | 8°             | 1°             |                |                | R              |                |
| GP Cup of China |                |                |                |                |                |                |                | 2°             |                |                | 3°             |                |                |
| GP NHK Trophy |                |                |                |                |                |                |                |                | 4°             | 6°             |                |                |                |
| GP Rostelecom Cup |                |                |                |                | 6°             | 4°             |                |                |                | 5°             | 1°             |                |                |
| GP Skate America |                |                |                |                | 7°             |                |                |                |                |                |                |                |                |
| GP Skate Canada |                |                |                |                |                |                |                |                |                |                |                | R              |                |
| CS Golden Spin |                |                |                |                |                |                |                |                |                |                |                |                | 1°             |
| Finlandia Trophy |                |                |                |                | 1°             | 5°             |                | 3°             | 2°             |                | 2°             |                |                |
| Golden Spin |                |                |                |                |                | 2°             |                |                |                |                |                |                |                |
| Merano Cup |                |                |                | 1°t            |                |                |                |                |                |                |                |                |                |
| Nebelhorn Trophy |                |                |                |                |                |                |                | 2°             | 1°             |                |                |                |                |
| NRW Trophy |                |                |                |                |                |                |                | 5th            |                |                |                |                |                |
| Universiadi |                |                |                |                |                |                | 3°             |                |                |                |                |                |                |
| Internazionali: Junior |                |                |                |                |                |                |                |                |                |                |                |                |                |
| Campionati mondiali | 19°            | 16°            | 10°            |                |                |                |                |                |                |                |                |                |                |
| JGP Finale |                |                | 4°             |                |                |                |                |                |                |                |                |                |                |
| JGP Estonia |                |                |                | 3°             |                |                |                |                |                |                |                |                |                |
| JGP Germania |                |                | 1°             |                |                |                |                |                |                |                |                |                |                |
| JGP Ungheria |                |                | 6°             |                |                |                |                |                |                |                |                |                |                |
| JGP Polonia |                | 3°             |                |                |                |                |                |                |                |                |                |                |                |
| JGP Slovacchia |                |                |                | 7°             |                |                |                |                |                |                |                |                |                |
| JGP Slovenia |                | 6°             |                |                |                |                |                |                |                |                |                |                |                |
| Golden Bear | 5° J           |                |                |                |                |                |                |                |                |                |                |                |                |
| Campionati nordici |                | 1° J           |                |                |                |                |                |                |                |                |                |                |                |
| Nazionali |                |                |                |                |                |                |                |                |                |                |                |                |                |
| Campionati finlandesi | 2° J           | 1° J           | 2°             | 3°             | 4°             | 2°             | 1°             | 2°             | 1°             | 1°             | 1°             |                | 1°             |
| Eventi a squadre |                |                |                |                |                |                |                |                |                |                |                |                |                |
| Japan Open |                |                |                |                |                | 2° S 6° P      |                |                |                |                |                |                |                |
| J = Junior; R = Ritirata S = Risultato della squadra; P = Risultato personale; Medaglie assegnate solo per il risultato della squadra. |                |                |                |                |                |                |                |                |                |                |                |                |                |